# سد بانه
سد بانه، سدی خاکی با هسته رسی در فاصله ۱۰ کیلومتری شمال شرق شهر بانه در استان کردستان است که از مقاصد تفریحی و گردشگری طبیعت شهر بانه می‌باشد. در اطراف دریاچه این سد، پوشش گیاهی جنگلی و پارک جنگلی سد بانه قرار دارد. این سد از منابع تأمین آب آشامیدنی شهر بانه است.
| کارفرما:  | شرکت آب منطقه ای کردستان        |
| مشاور:    | مهندسین مشاور تماوان            |
| پیمانکار: | شرکت مهندسی و ساختمان شمس عمران |